# Warstein
Warstein est une ville de Rhénanie-du-Nord-Westphalie, Allemagne. Elle est à l'extrémité nord du Sauerland. La densité de population est de 172,1 habitants par km² sur la ville. Elle fait partie de l'arrondissement de Soest.
La ville abrite la brasserie Warsteiner Brauerei Haus Cramer KG.

## Géographie
Warstein est situé au nord de l'Arnsberger Wald (forêt) dans un ruisseau appelé Wäster. Le sud de la ville est surtout boisé; La montagne Haarstrang, légèrement boisée, se trouve au nord. La rivière Möhne s'écoule entre ces deux zones. L'élévation la plus élevée est de 581 m (1 906 pi) dans la colline appelée Stimm Stamm; L'altitude la plus basse est de 216 m (709 pi) dans le village de Waldhausen au nord. La ville est entourée par des grandes villes comme Rüthen, Bestwig et Meschede. Parmi ces villes Meschede est la plus grande et elle est située à 11 km au sud-ouest de Warstein. Warstein est située à 310 mètres d'altitude.

## Personnalités liées à la ville
- Théodore Dalhoff (1837-1916), archevêque de Bombay, est né à Egelnpöten.
- Hans-Josef Becker (1948-), archevêque né à Belecke.
- Robert Jütte (1954-), historien né à Warstein.
- Klemens Ludwig (1955-), écrivain né à Suttrop.
- Jan-Lennard Struff (1990-), joueur de tennis né à Warstein.

## Jumelages
La ville de Warstein est jumelée avec :
- Saint-Pol-sur-Ternoise (France) depuis 1964
- Wurzen (Allemagne) depuis le 3 octobre 1990
- Hebden Royd (Royaume-Uni) depuis novembre 1995
- Pietrapaola (Italie) depuis septembre 2010